# Sukru Sani
Sukru Sani (vertaald: suikergoed) is een Surinaamse kawinagroep. Ze bestond van 1987 tot 1993 en staat bekend om het doen herleven van de kawinamuziek. De groep wordt met Ai Sa Si gerekend tot de meest vooraanstaande kawinagroepen in het laatste decennium van de 20e eeuw.

## Achtergrond
Sukru Sani werd in 1987 opgericht door onder meer Marcel Morman en Patrick Tevreden. Tevreden schreef ongeveer de helft van de nummers en experimenteerde met de kawinamuziek. Terwijl de samenstelling van de traditionele instrumenten in tact werd gehouden, werd het aantal percussie-instrumenten verhoogd. Naast de skratjie dron was er plaats voor een koti en hari kawina, een conga en een sekiseki. De groep werd verder uitgebreid met een danseres. Unisolo werd deels losgelaten om er een dynamische show van te kunnen maken. De sound werd feller doordat er gebruik werd gemaakt van stalen staven in plaats van houten stokken.
De groep kende meerdere voorzangers en was vrij snel na de oprichting succesvol. Hierbij was er hulp van de pr-man van Radio KBC en fan, Guno Ravenberg. De groep bracht 132 nummers voort. Hun elpee uit 1991, evenals hun single Pompo lollie, werd bekroond met goud. Pompo lollie werd tot in De Nationale Assemblée gezongen en bleek tot in de 21e eeuw een evergreen. Van 1987 tot 1993 kende de groep haar topjaren met meer dan twintig optredens per maand, waaronder tijdens Sranan Dei met de Surinaamse gemeenschap in New York.
Bij de start van Sukru Sani bevond de kawina zich nog in een vergeten hoek en werd de stijl in verband gebracht met duistere wintirituelen. Sinds de herleving door Sukru Sani wordt de stijl ook wel presiri kawina genoemd (behaaglijk/plezierig kawina).
De groep kende in 2007 een comeback, waarbij een tournee gehouden werd in Suriname en Nederland.